# Stazione di Milano Domodossola
La stazione di Milano Domodossola è una fermata ferroviaria di Milano, posta sul tronco comune, tra le stazioni di Milano Cadorna e di Milano Bovisa, delle linee Milano-Asso e Milano-Saronno. L'impianto è posizionato in via Domodossola, tra corso Sempione e l'area interessata dal complesso residenziale e commerciale CityLife.

## Storia
La fermata fu inaugurata il 15 maggio 2003 con la denominazione di "Milano Nord Domodossola-Fiera" ed entrò in servizio il 18 maggio 2003. Fu realizzata nell'ambito dei lavori di quadruplicamento della tratta ferroviaria Milano Cadorna-Milano Bovisa, per avvicinare le linee del Gruppo FNM alla Fiera di Milano, sostituendo la storica stazione della Bullona, collocata poche centinaia di metri più a nord, della quale è stato mantenuto l'edificio originario.
In seguito alla chiusura e demolizione degli adiacenti padiglioni della Fiera di Milano, l'impianto è stato rinominato in "Milano Nord Domodossola" e, in seguito, in "Milano Domodossola".
Dal 29 aprile 2015, con l'apertura dell'omonima fermata della linea M5, costituisce interscambio con la metropolitana di Milano.

## Strutture ed impianti

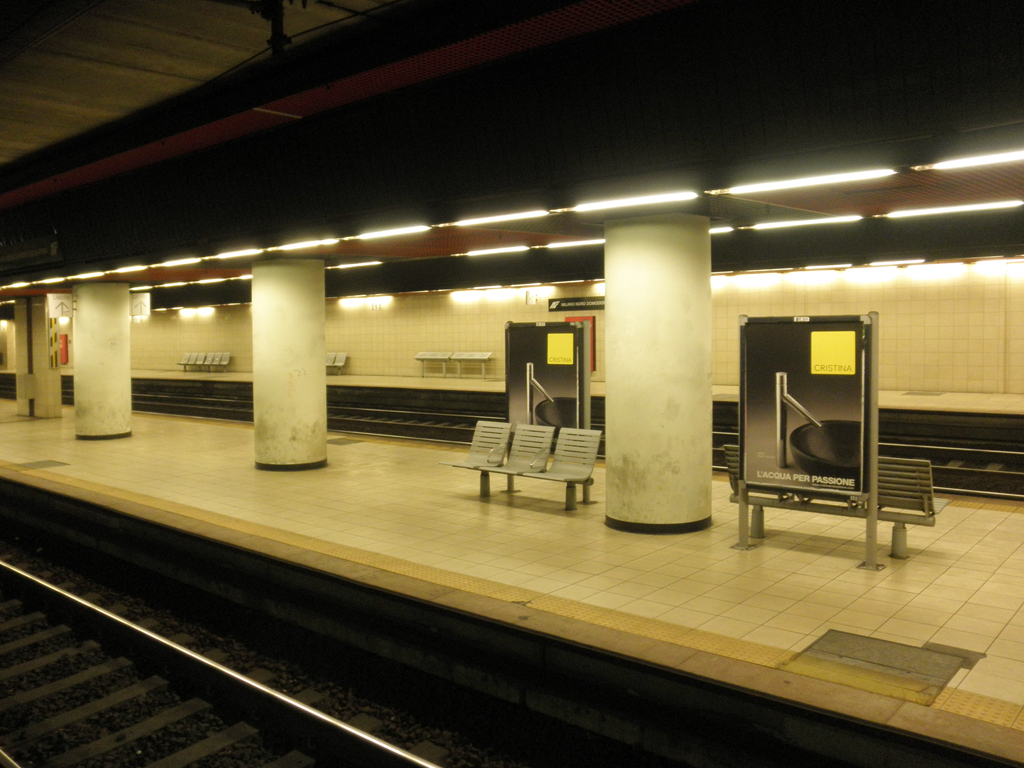
Il piazzale binari

Si tratta di una fermata sotterranea a quattro binari passanti, serviti da due banchine laterali e da una banchina centrale a isola. I binari 1 e 3 sono per i treni in direzione Milano Bovisa, mentre i treni diretti a Milano Cadorna impiegano i binari 2 e 4.
L'accesso al piano binari avviene dal sovrastante fabbricato viaggiatori, situato in superficie. Gli ingressi della stazione sono collocati in via Domodossola e nella parallela via Filelfo.
L'impianto è dotato di ascensori e percorsi sensoriali per non vedenti.
La fermata è collegata a quella omonima della metropolitana mediante un percorso all'aperto protetto da una tettoia in vetro.

## Movimento

### Linee suburbane
La fermata è servita dalle seguenti linee del servizio ferroviario suburbano di Milano, esercite dalla società Trenord nell'ambito del contratto di servizio stipulato con la Regione Lombardia:
- S3 Milano Nord Cadorna-Saronno.
- S4 Milano Nord Cadorna-Camnago-Lentate.

### Linee  regionali
La fermata è servita dai treni regionali delle seguenti linee del servizio ferroviario regionale lombardo, eserciti dalla società Trenord nell'ambito del contratto di servizio stipulato con la Regione Lombardia:
- R16 Milano Nord Cadorna-Seveso-Erba-Asso.
- R17 Milano Nord Cadorna-Saronno-Como Nord Lago.
- R22 Milano Nord Cadorna-Saronno-Varese Nord-Laveno Mombello Lago.
- R27 Milano Nord Cadorna-Saronno-Novara Nord.

L'impianto è inoltre servito dai treni delle seguenti linee RegioExpress, anch'esse esercite da Trenord:
- RE1 Milano Nord Cadorna-Saronno-Varese Nord-Laveno Mombello Lago
- RE7 Milano Nord Cadorna-Saronno-Como Nord Lago.

## Servizi
- Biglietteria a sportello
- Biglietteria automatica
- Bar
- Servizi igienici
- Sala d'attesa

## Interscambi
Nelle immediate vicinanze della fermata sono presenti gli stalli di sostadi  alcune linee urbane, tranviarie ed automobilistiche, gestite da ATM.
- Fermata metropolitana (Domodossola FN, linea M5)
- Fermata tram (Domodossola FN M5, linee 1 e 19)
- Fermata autobus (Domodossola FN M5, linee 43, 57)